# Crazy Kids
«Crazy Kids» —en español: «Chicos locos»— es una canción electro-pop con elementos de pop rock. Es interpretada por la cantante estadounidense Kesha y pertenece a su tercer álbum de estudio Warrior. La canción fue remezclada con la colaboración del líder de la banda Black Eyed Peas, will.i.am y lanzada como sencillo el 30 de abril de 2013. Una segunda remezcla fue lanzada el 21 de mayo, el que cuenta con las voces de Juicy J.
Un video musical de la canción para la versión de will.i.am se estrenó en MTV el 28 de mayo de 2013 a las 19:53 EST, tras el final de su documental de televisión, Kesha: My Crazy Beautiful Life.

## Antecedentes y grabación
La canción fue grabada para el segundo álbum de Kesha, Warrior. La canción se grabó en junio de 2012. will.i.am se encontraba en un estudio de grabación cercano cuando escuchó que Luke, Blanco y Cirkut trabajaban con Kesha en la pista. De inmediato quiso involucrarse con la pista. Al principio, sólo coescribió la versión del álbum, pero existe una segunda versión que fue grabada con el propósito de un sencillo. Mientras will.i.am estaba trabajando con Luke, Blanco y Cirkut, produjo dos pistas que aparecen en el álbum de will.i.am, Willpower.
Existen dos remezclas oficiales para «Crazy Kids». Uno con will.i.am y otro con Pitbull. El primero tiene un nuevo verso de will.i.am, que está catalogado como uno de los escritores de la versión original de la canción. En este, el segundo verso de Kesha se omite por completo a favor del verso Will.i.am. La segunda remezcla oficial, cuenta con la colaboración de Pitbull, y sigue la misma fórmula que la de will.i.am y también el segundo verso fue eliminado a favor de la nueva poesía de Pitbull.
La versión de will.i.am impactó oficialmente en la Top 40 Mainstream radio el 29 de abril de 2013 y en la Rhythmic radio el 7 de mayo de 2013. Fue lanzado para su descarga digital el 30 de abril de 2013. Existe una tercera remezcla, que cuenta con la colaboración de Juicy J y que fue lanzado a través de la Rhythmic radio y Descarga digital de los Estados Unidos el 21 de mayo de 2013.

## Composición
Líricamente, «Crazy Kids» habla sobre las personalidades duales de Kesha. La escritora Annie Zaleski de A.V.Club, dijo:

"En los coros hay una guitarra acústica, ella es dulce y melancólica como ella revela su locura, en los versos éxite además la electrónica por inmersión, que estallará en un ágil hip-hop, para hacer valersle a sí misma".
Annie Zaleski

## Video musical
El vídeo musical fue filmado el 9 de mayo de 2013. The Huffington Post declaró que "además de unas deportivas trenzas de pastel, Kesha llevaba un traje que sólo puede ser descrito como... interesante... el corsé rosa claro por debajo de una camisa a cuadros, junto con medias altas evocan a una Christina Aguilera en su video «Your Body», que además se reúne con James Franco en el ambiente de la película "Spring Breakers". Kesha también llevaba zapatillas enormes con plataformas blancas y enormes gafas con montura de oro, así como grandes pendientes en forma de corazón de oro. Una de las fotos mostraban besando a un hombre barbudo misterio en el set del video. También tuiteó lo siguiente: "Sólo esperen a ver lo que estos tíos súper dulces motoristas están haciendo en mi video". PopCrush declaró que "Claramente, Kesha, es muy bonita, pero va para la mirada de una idiota, como Katy Perry lo hizo en su video «Last Friday Night (TGIF)». Pero en lugar de un sombrero y de los apoyos al desgaste empollón, se trata más de un geek gangsta". Una foto también muestra un tatuaje de un ojo en la palma de la mano de kesha. También hizo una aparición en el vídeo el gato de Kesha. El video musical fue lanzado el 28 de mayo de 2013 y subido en su cuenta de Vevo vía YouTube el 29 de mayo de 2013.

## Formatos
- Digitales

| Crazy Kids - Descarga digital |                             |          |  |
| N.º                           | Título                      | Duración |  |
| 1.                            | «Crazy Kids» (Main Version) | 3:50     |  |

| Crazy Kids - Remix |                                           |          |  |
| N.º                | Título                                    | Duración |  |
| 1.                 | «Crazy Kids» (Radio Edit) (con will.i.am) | 3:49     |  |

| Crazy Kids - Remix |                            |          |  |
| N.º                | Título                     | Duración |  |
| 1.                 | «Crazy Kids» (con Juicy J) | 3:49     |  |

| Crazy Kids - Remixes EP |                                            |          |  |
| N.º                     | Título                                     | Duración |  |
| 1.                      | «Crazy Kids» (con Will.i.am)               | 3:49     |  |
| 2.                      | «Crazy Kids» (con Juicy J)                 | 3:49     |  |
| 3.                      | «Crazy Kids» (Main version)                | 3:50     |  |
| 4.                      | «Crazy Kids» (Versión instrumental)        | 3:48     |  |
| 5.                      | «Crazy Kids» (music video) (con Will.i.am) | 3:49     |  |

- Materiales

| Crazy Kids - Sencillo en CD |                                                         |          |  |
| N.º                         | Título                                                  | Duración |  |
| 1.                          | «Crazy Kids» (Squeaky Clean Radio Edit) (con will.i.am) | 3:49     |  |
| 2.                          | «Crazy Kids» (Radio Edit) (con will.i.am)               | 3:49     |  |
| 3.                          | «Crazy Kids» (Album Version)                            | 3:49     |  |

## Rankings

### Semanales
| América del Norte |                     |    |        |
| Canadá            | Canadian Hot 100    | 1  | [ 14 ] |
| Estados Unidos    | Billboard Hot 100   | 40 | [ 15 ] |
| Estados Unidos    | Pop Songs           | 1  | [ 16 ] |
| Estados Unidos    | Hot Dance Club Play | 1  | [ 17 ] |
| Asia              |                     |    |        |
| Corea del Sur     | Gaon Chart          | 2  | [ 18 ] |
| Líbano            | Top 20 canciones    | 1  | [ 19 ] |
| Europa            |                     |    |        |
| Alemania          | Top 100 canciones   | 1  | [ 20 ] |
| Austria           | Top 75 canciones    | 1  | [ 21 ] |
| Bélgica (Flandes) | Top 50 canciones    | 1  | [ 22 ] |
| Bélgica (Valonia) | Top 50 canciones    | 1  | [ 23 ] |
| Escocia           | Top 40 canciones    | 1  | [ 24 ] |
| Eslovaquia        | Top 100 canciones   | 3  | [ 25 ] |
| Irlanda           | Top 50 canciones    | 14 | [ 26 ] |
| Islandia          | Top 100 canciones   | 2  | [ 27 ] |
| Reino Unido       | Top 75 canciones    | 2  | [ 28 ] |
| Turquía           | Top 100 canciones   | 2  | [ 29 ] |
| Ucrania           | Top 20 canciones    | 1  | [ 29 ] |
| Oceanía           |                     |    |        |
| Australia         | Top 50 canciones    | 1  | [ 30 ] |

## Certificaciones
| América del Norte |      |      |              |         |        |
| Estados Unidos    | RIAA | 2013 | Disco de oro | 500 000 | [ 31 ] |
| Oceanía           |      |      |              |         |        |
| Australia         | ARIA | 2013 | Disco de oro | 35 000  | [ 32 ] |

## Lanzamientos
| País           | Fecha               | Formato                | Versión               | Ref.   |
| -------------- | ------------------- | ---------------------- | --------------------- | ------ |
| Estados Unidos | 29 de abril de 2013 | Contemporary Hit Radio | Versión con will.i.am | [ 33 ] |
| Estados Unidos | 30 de abril de 2013 | Descarga digital       | Versión con will.i.am |        |
| Estados Unidos | 7 de mayo de 2013   | Rhythmic radio         | Versión con will.i.am | [ 34 ] |
| Estados Unidos | 21 de mayo de 2013  | Rhythmic radio         | Versión con Juicy J   | [ 3 ]  |
| Estados Unidos | 21 de mayo de 2013  | Descarga digital       | Versión con Juicy J   | [ 4 ]  |
| Reino Unido    | 7 de junio de 2013  | Descarga digital       | Versión con will.i.am | [ 35 ] |